# Louis Pons

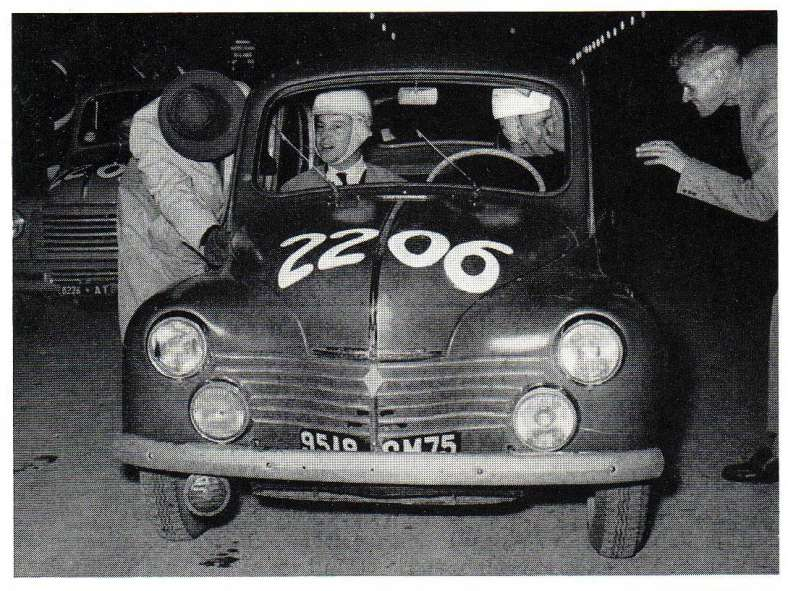
Louis Pons (links) neben Jean Rédélé im Renault 4CV bei der Mille Miglia 1954

Marie Emilé Louis Pons (* 18. Oktober 1914 in Paris; † 30. Juli 1973 in Étampes) war ein französischer Autorennfahrer.

## Karriere als Rennfahrer
Louis Pons war ein enger Freund von Jean Rédélé, dem Gründer von Alpine, mit dem gemeinsam er in den 1950er-Jahren Werksfahrer bei Renault war. Viermal startete er bei den 24-Stunden-Rennen von Le Mans, wo er 1950 auf einem Renault 4CV 25. in der Gesamtwertung wurde.
Zweimal, 1952 und 1954, gewann er mit Rédélé die Rennklasse der Tourenwagen bis 0,7 Liter Hubraum bei der Mille Miglia. Einsatzwagen war auch hier ein Renault 4CV.

## Statistik

### Le-Mans-Ergebnisse
| Jahr | Team                          | Fahrzeug    | Teamkollege   | Platzierung | Ausfallgrund |
| ---- | ----------------------------- | ----------- | ------------- | ----------- | ------------ |
| 1950 | Jacques Lecat                 | Renault 4CV | Jacques Lecat | Rang 25     |              |
| 1951 | Automobiles Deutsch et Bonnet | DB Tank     | Michel Aunaud | Rang 28     |              |
| 1952 | Renault                       | Renault 4CV | Paul Moser    | Ausfall     | Unfall       |
| 1953 | R. N. U. Renault              | Renault 4CV | Jean Rédélé   | Ausfall     | Motorschaden |

### Sebring-Ergebnisse
| Jahr | Team              | Fahrzeug     | Teamkollege | Platzierung | Ausfallgrund |
| ---- | ----------------- | ------------ | ----------- | ----------- | ------------ |
| 1955 | Regie Renault Co. | Renault 1063 | Jean Rédélé | Ausfall     | Unfall       |

### Einzelergebnisse in der Sportwagen-Weltmeisterschaft
| Saison | Team    | Rennwagen               | 1   | 2   | 3   | 4   | 5   | 6   | 7   |
| ------ | ------- | ----------------------- | --- | --- | --- | --- | --- | --- | --- |
| 1953   | Renault | Renault 4CV             | SEB | MIM | LEM | SPA | NÜR | RTT | CAP |
| 1953   | Renault | Renault 4CV             |     | 151 | DNF |     |     |     |     |
| 1954   |         | Renault 4CV             | BUA | SEB | MIM | LEM | RTT | CAP |     |
| 1954   |         | Renault 4CV             | 66  |     |     |     |     |     |     |
| 1955   | Renault | Renault 4CV Alpine A106 | BUA | SEB | MIM | LEM | RTT | TAR |     |
| 1955   | Renault | Renault 4CV Alpine A106 |     | DNF | 108 |     |     |     |     |
| 1956   |         | Renault Dauphine        | BUA | SEB | MIM | NÜR | KRI |     |     |
| 1956   |         | Renault Dauphine        | DNF |     |     |     |     |     |     |